# موتولز
موتولز (بالإنجليزية: MooTools)‏ وهي اختصار لـ أدواتي للكائنات الموجهة ("My Object-Oriented Tools")،
 هي أداة بسيطة تستعمل الكائنات الموجهة عبر منصة الجافا سكريبت وهي متوفرة بصيغة برنامج حر تحت ترخيص إم إي تي (MIT). وهي مستعملة من طرف أكثر من 5 % من بين كافة مواقع الويب[بحاجة لمصدر]، وهي واحدة من أكثر مكتبات الجافا سكريبت شعبية.

## نشأتها
«فاليريو برويتي» هو مؤسس إطار العمل وقد أتم إنجازها في سبتمبر 2006  مستلهمة فكرتها من مشروعي بروتوتيب و base2 لـ«دين إدوارد». MooTools تعود في الأصل إلى Moo.fx، وهي إضافة معروفة صنعة لبروتوتيب في أكتوبر، أين وقع تعديلها وإعادة استخدامها.